# Makenzie Fischer
Makenzie Fischer (Laguna Beach (California), Estados Unidos, 29 de marzo de 1997) es una waterpolista olímpica de Estados Unidos doble campeona olímpica (Río 2016 y Tokio 2020), triple campeona mundial (2015,2017 y 2019), y doble campeona en los Juegos Panamericanos de 2015 y 2019.

## Palmarés internacional
| Juegos Olímpicos               | Juegos Olímpicos         | Juegos Olímpicos | Juegos Olímpicos |
| Año                            | Lugar                    | Medalla          |                  |
| ------------------------------ | ------------------------ | ---------------- | ---------------- |
| 2021                           | Tokio ( Japón)           | Medalla de oro   |                  |
| 2016                           | Río de Janeiro ( Brasil) | Medalla de oro   |                  |
| Campeonato Mundial de Natación |                          |                  |                  |
| 2019                           | Gwangju ( Corea del Sur) | Medalla de oro   |                  |
| 2017                           | Budapest ( Hungría)      | Medalla de oro   |                  |
| 2015                           | Kazán ( Rusia)           | Medalla de oro   |                  |
| Juegos Panamericanos           |                          |                  |                  |
| Año                            | Lugar                    | Medalla          |                  |
| 2019                           | Lima ( Perú)             | Medalla de oro   |                  |
| 2015                           | Toronto ( Canadá)        | Medalla de oro   |                  |